# Aisthitiko Dasοs Kοiladas Tempon
Aisthitiko Dasοs Kοiladas Tempon este o arie protejată (arie specială de conservare — SAC, sit de importanță comunitară — SCI, arie de protecție specială avifaunistică — SPA) din Grecia întinsă pe o suprafață de 1.362,8 ha, integral pe uscat.

## Localizare
Centrul sitului Aisthitiko Dasοs Kοiladas Tempon este situat la coordonatele 39°52′27″N 22°33′46″E / 39.874302°N 22.562885°E.

## Înființare
Situl Aisthitiko Dasοs Kοiladas Tempon a fost declarat arie de protecție specială avifaunistică în octombrie 1987 pentru a proteja 49 de specii de animale. Alte tipuri de protecție:
- sit de importanță comunitară (în august 1996)
- arie specială de conservare (în martie 2011)[2][4][5]

## Biodiversitate
Situată în ecoregiunea mediteraneană, aria protejată conține 8 habitate naturale: Râuri mediteraneene cu debit permanent cu specii de Paspalo-Agrostidion și galerii riverane de Salix și de Populus alba, Pante stâncoase calcaroase cu vegetație casmofită, Peșteri inaccesibile publicului, Păduri aluvionare cu Alnus glutinosa și Fraxinus excelsior (Alno-Padion, Alnion incanae, Salicion albae), Galerii de Salix alba și de Populus alba, Păduri de Platanus orientalis și Liquidambar orientalis (Platanion orientalis), Galerii și tufărișuri riverane sudice (Nerio-Tamaricetea și Securinegion tinctoriae), Păduri de Quercus ilex și Quercus rotundifolia.
La baza desemnării sitului se află mai multe specii protejate:
- păsări (35): uliu cu picioare scurte (Accipiter brevipes), ciocârlie-de-câmp (Alauda arvensis), pescăruș albastru (Alcedo atthis), rață mare (Anas platyrhynchos), fâsă-de-câmp (Anthus campestris), lăstunul mare (Apus apus), stârc cenușiu (Ardea cinerea), buha (Bubo bubo), șorecarul comun (Buteo buteo), ciocârlie-cu-degete-scurte (Calandrella brachydactyla), caprimulg (Caprimulgus europaeus), șerpar (Circaetus gallicus), erete vânăt (Circus cyaneus), erete alb (Circus macrourus), lăstun de casă (Delichon urbicum), ciocănitoare de grădină (Dendrocopos syriacus), egretă mică (Egretta garzetta), presură de grădină (Emberiza hortulana), șoim călător (Falco peregrinus), muscar-gulerat (Ficedula albicollis), Ficedula semitorquata, becațină comună (Gallinago gallinago), rândunică (Hirundo rustica), sfrâncioc roșiatic (Lanius collurio), Leiopicus medius, ciocârlie de pădure (Lullula arborea), prigoare (Merops apiaster), cormoran mic (Microcarbo pygmaeus), grangur (Oriolus oriolus), vrabie negricioasă (Passer hispaniolensis), viespar (Pernis apivorus), Phalacrocorax carbo sinensis, ciocănitoare verzuie (Picus canus), turturică (Streptopelia turtur), Tachymarptis melba
- mamifere (1): vidră de râu (Lutra lutra)
- nevertebrate (2): Paracaloptenus caloptenoides, Unio crassus
- pești (7): șip (Acipenser sturio), Alosa fallax, Barbus sperchiensis, Cobitis vardarensis, Rhodeus meridionalis, Romanogobio elimeius, câră (Sabanejewia balcanica)
- reptile (4): țestoasa de baltă (Emys orbicularis), Mauremys rivulata, țestoasă bănățeană (Testudo hermanni), Testudo marginata

Pe lângă speciile protejate, pe teritoriul sitului au mai fost identificate 1 specie de păsări, 2 specii de amfibieni, 9 specii de mamifere, 5 specii de pești, 7 specii de reptile.